# Liste der Kulturdenkmale in Galmsbüll
In der Liste der Kulturdenkmale in Galmsbüll sind alle Kulturdenkmale der schleswig-holsteinischen Gemeinde Galmsbüll (Kreis Nordfriesland) und ihrer Ortsteile aufgelistet (Stand: 10. März 2025).

## Legende
In den Spalten befinden sich folgende Informationen:
- Objekt-ID: die Nummer des Kulturdenkmales
- Lage: die Adresse des Kulturdenkmales und die geographischen Koordinaten. Kartenansicht, um Koordinaten zu setzen. In der Kartenansicht sind Kulturdenkmale ohne Koordinaten mit einem roten Marker dargestellt und können in der Karte gesetzt werden. Kulturdenkmale ohne Bild sind mit einem blauen Marker gekennzeichnet, Kulturdenkmale mit Bild mit einem grünen Marker.
- Offizielle Bezeichnung: Bezeichnung des Kulturdenkmales
- Beschreibung: die Beschreibung des Kulturdenkmales
- Bild: ein Bild des Kulturdenkmales

## Sachgesamtheiten
| Objekt-ID      | Lage                                                                          | Offizielle Bezeichnung          | Beschreibung | Bild |
| -------------- | ----------------------------------------------------------------------------- | ------------------------------- | --- | ---- |
| 40385 Wikidata | Koogsreihe 1-1a, 4, 5, 6, 8, 9, 10, 11, 12, 12a (54° 46′ 52″ N, 8° 49′ 11″ O) | Wohnhausbebauung der Koogsreihe | Wohnhausbebauung der Koogsreihe; Wohn- und Wirtschaftsgebäude im Kern 18. Jh., neu errichtete Wohnbebauung von 1842 bis 1940; heterogene, dem geschwungenen Straßenverlauf folgende, aufgelockerte Baureihe, bestehend aus trauf- und giebelständigen Häusern, meist eingeschossige Backsteinbauten, mit unterschiedlichen Dachformen und -deckungen, zum Teil mit historischen Nebengebäuden - Begründung: geschichtlich, städtebaulich - Schutzumfang: Geesthardenhaus (Koogsreihe 1-1a), ehem. Gasthaus (Koogsreihe 4), Villa mit Nebengebäude (Koogsreihe 5), Uthländische Häuser (Koogsreihe 6, 11), ehem. Kaufmannshaus (Koogsreihe 8),Wohnhaus (sog. Friesenburg) (Koogsreihe 9), Wohnhaus (Koogsreihe 10), Arztwohnhaus (Koogsreihe 12a), Wohnhaus mit Nebengebäude (ehem. Gesundheitsamt) (Koogsreihe 12) | BW   |

## Bauliche Anlagen
| Objekt-ID      | Lage                                                | Offizielle Bezeichnung                | Beschreibung | Bild                             |
| -------------- | --------------------------------------------------- | ------------------------------------- | --- | -------------------------------- |
| 735            | Catharinenhofer Weg 6 (54° 47′ 26″ N, 8° 46′ 11″ O) | Catharinenhof                         | Catharinenhof; im Kern um 1685, Umbauten 1818 u. 1910; ehem. Vierseithof, winkelförmig angelegte, eingeschossige Backsteinbauten unter Reetdach, Wohnteil verputzt mit Zwerchhaus, historische Haus- und Innentüren; Warft mit Graben - Begründung: geschichtlich, Kulturlandschaft prägend - Schutzumfang: Catharinenhof, Warft, Graben - Denkmaltyp: Bauliche Anlage | BW                               |
| 27774 Wikidata | Eckhof 1 (54° 45′ 54″ N, 8° 43′ 43″ O)              | Wohn- und Wirtschaftsgebäude „Eckhof“ | Alteintragung (Aktualisierung vorgesehen) - Begründung: geschichtlich, Kulturlandschaft prägend - Schutzumfang: gesamtes Objekt - Denkmaltyp: Bauliche Anlage | BW                               |
| 706 Wikidata   | Koogsreihe 5 (54° 46′ 54″ N, 8° 49′ 12″ O)          | Villa                                 | Villa; 1863 Neubau; traufständiger eingeschossiger Flachsatteldachbau mit Sockelgeschoss und Kniestock sowie durchgestecktem Mittelquerhaus, Freitreppe mit Podest-Terrasse, Putzfassade mit reduzierter Gliederung; abgesetztes Rückgebäude; um 1900; eingeschossiger Satteldachbau mit Giebelzwerchhaus und Ziegelfassade - Begründung: geschichtlich, städtebaulich - Schutzumfang: Villa, Nebengebäude - Denkmaltyp: Bauliche Anlage, Sachgesamtheit: Wohnhausbebauung der Koogsreihe                                                                                    | BW                               |
| 718 Wikidata   | Koogsreihe 6 (54° 46′ 52″ N, 8° 49′ 11″ O)          | Uthländisches Haus                    | Uthländisches Haus; im Kern von 1794, Wiederaufbau nach Brand bez. 1843; giebelständiger eingeschossiger Halbwalmdachbau mit Backengiebeln, Backsteinfassade mit reduzierter Gliederung, im Inneren mit Zubehör - Begründung: geschichtlich, städtebaulich - Schutzumfang: gesamtes Objekt - Denkmaltyp: Bauliche Anlage, Sachgesamtheit: Wohnhausbebauung der Koogsreihe | BW                               |
| 719 Wikidata   | Koogsreihe 11 (54° 46′ 47″ N, 8° 49′ 6″ O)          | Uthländisches Haus                    | Uthländisches Haus; von 1799, Umbau und Erweiterung von 1841; freistehender eingeschossiger Halbwalmdachbau mit Backengiebel und hakenförmig angesetztem Wirtschaftsteil, Backsteinfassade mit reduzierter Gliederung und Eisenankern - Begründung: geschichtlich, städtebaulich - Schutzumfang: gesamtes Objekt - Denkmaltyp: Bauliche Anlage, Sachgesamtheit: Wohnhausbebauung der Koogsreihe | BW                               |
| 12653 Wikidata | Koogsreihe 12 (54° 46′ 44″ N, 8° 48′ 57″ O)         | Wohnhaus (ehem. Gesundheitsamt)       | Wohnhaus; von 1880, von 1937 bis 1966 Kreisgesundheitsamt; zurückgesetzter zweigeschossiger Satteldachbau mit hohem Sockelgeschoss, Giebelrisalit und zweiläufiger Freitreppe, Ziegelfassade und gequaderter Sockel; abgesetztes Satteldachnebengebäude - Begründung: geschichtlich, städtebaulich - Schutzumfang: Wohnhaus (ehem. Gesundheitsamt), Nebengebäude - Denkmaltyp: Bauliche Anlage, Sachgesamtheit: Wohnhausbebauung der Koogsreihe | BW                               |
| 40381 Wikidata | Koogsreihe 12 a (54° 46′ 44″ N, 8° 49′ 0″ O)        | Arztwohnhaus                          | ehem. Arztwohnhaus; Neubau von 1940; zurückgesetzter eingeschossiger Halbwalmdachbau mit niedrigerem hakenförmigem Walmdachanbau, Ziegelfassade mit reduzierter Gliederung - Begründung: geschichtlich, städtebaulich - Schutzumfang: gesamtes Objekt - Denkmaltyp: Bauliche Anlage, Sachgesamtheit: Wohnhausbebauung der Koogsreihe | BW                               |
| 4034           | Ludwigslust 1 (54° 48′ 38″ N, 8° 44′ 20″ O)         | Vierseithof „Ludwigslust“             | Vierseithof „Ludwigslust“; im Kern 1757/60; teils reetgedeckter, eingeschossiger Backsteinbau um Innenhof mit Brunnen, Wohnteil mit Zwerchhaus, Stallteil mit Lootor, Luken und halbrunde Gusseisenfenster; Warft mit Graben - Begründung: geschichtlich, Kulturlandschaft prägend - Schutzumfang: Vierseithof „Ludwigslust“, Warft, Wassergraben, gepflasterter Hof, Brunnen - Denkmaltyp: Bauliche Anlage | BW                               |
| 32675          | Marienkooger Straße 5 (54° 46′ 26″ N, 8° 43′ 31″ O) | Ulrichshof                            | Bauernhaus, sog. Ulrichshof; 1908; eingeschossiger, langgestreckter Putzbau unter pfannengedecktem Schopfwalmdach, Fassade mit Putzrustizierung, Achsenbetonung durch Attika und Zwerchhaus; Warft mit Graben - Begründung: geschichtlich, Kulturlandschaft prägend - Schutzumfang: Ulrichshof, Warft mit Graben - Denkmaltyp: Bauliche Anlage | BW                               |
| 9898 Wikidata  | Mitteldeich 6 (54° 46′ 32″ N, 8° 47′ 24″ O)         | Jannsenshof (Pachthof)                | Alteintragung (Aktualisierung vorgesehen) - Begründung: geschichtlich, Kulturlandschaft prägend - Schutzumfang: gesamtes Objekt - Denkmaltyp: Bauliche Anlage | BW                               |
| 56 Wikidata    | Mitteldeich 15 (54° 46′ 23″ N, 8° 45′ 8″ O)         | Vierkanthof „Nahnshof“                | Vierkanthof Nahnshof; 1778, Erweiterung 1783; im Kern auf hierher translozierten Wohnbau zurückgehend, eingeschossiger Backsteinbau unter Reetdach, geschlossene Flügelanlage um quadratischen Innenhof, gartenseitig Zwerchgiebel mit barocker Eingangstür, hofseitig zwei Halbwalmgiebel; im Innern historische Binnenstruktur und reiche baufeste Ausstattung aus der Bauzeit; Warft mit Graben - Begründung: geschichtlich, wissenschaftlich, künstlerisch, Kulturlandschaft prägend - Schutzumfang: Vierkanthof „Nahnshof“, Warft, Graben - Denkmaltyp: Bauliche Anlage | BW                               |
| 3440 Wikidata  | Mitteldeich (54° 46′ 32″ N, 8° 43′ 58″ O)           | Kirche St. Gallus mit Ausstattung     | Alteintragung (Aktualisierung vorgesehen) - Begründung: geschichtlich, künstlerisch, städtebaulich - Schutzumfang: gesamtes Objekt - Denkmaltyp: Bauliche Anlage | weitere Fotos \| Fotos hochladen |
| 32661          | Mittelster Weg 1 (54° 44′ 58″ N, 8° 48′ 18″ O)      | Annenhof                              | Annenhof; um 1900; Dreiseithof, Wohnhaus eingeschossiges, backsteinernes Langhaus unter Schopfwalmdach mit Zwerchhaus, Mansarddachscheune mit drei Toren und Durchfahrtsloo - Begründung: geschichtlich, Kulturlandschaft prägend - Schutzumfang: gesamtes Objekt - Denkmaltyp: Bauliche Anlage | BW                               |
| 5149 Wikidata  | Mittelster Weg 3 (54° 44′ 55″ N, 8° 47′ 16″ O)      | Uthl. Haus „Zur Börse“                | Alteintragung (Aktualisierung vorgesehen) - Begründung: Alteintragung (Aktualisierung vorgesehen) - Schutzumfang: Alteintragung (Aktualisierung vorgesehen) - Denkmaltyp: Bauliche Anlage | BW                               |
| 11284 Wikidata | Mühlendeich 7 (54° 47′ 46″ N, 8° 41′ 51″ O)         | Müllerhaus „Feddershafen“             | Alteintragung (Aktualisierung vorgesehen) - Begründung: geschichtlich, wissenschaftlich - Schutzumfang: gesamtes Objekt - Denkmaltyp: Bauliche Anlage | BW                               |
| 716            | Mühlendeich 13 (54° 46′ 4″ N, 8° 43′ 24″ O)         | Uthländisches Haus                    | Uthländisches Haus; ca. Ende 18./19. Jh.; eingeschossiger, langgestreckter Backsteinbau unter reetgedecktem Schopfwalmdach, Zwerchhaus mit Ladeluke über dem Eingang - Begründung: geschichtlich, Kulturlandschaft prägend - Schutzumfang: gesamtes Objekt - Denkmaltyp: Bauliche Anlage | BW                               |
| 197 Wikidata   | Norderster Weg 1 (54° 45′ 22″ N, 8° 48′ 43″ O)      | Hof Gottesberg                        | Alteintragung (Aktualisierung vorgesehen) - Begründung: geschichtlich, Kulturlandschaft prägend - Schutzumfang: gesamtes Objekt - Denkmaltyp: Bauliche Anlage | BW                               |
| 1300 Wikidata  | Norderster Weg (54° 45′ 22″ N, 8° 45′ 55″ O)        | Hof „Paradies“                        | Alteintragung (Aktualisierung vorgesehen) - Begründung: Alteintragung (Aktualisierung vorgesehen) - Schutzumfang: Alteintragung (Aktualisierung vorgesehen) - Denkmaltyp: Bauliche Anlage | BW                               |
| 22067          | Westerweg 8 (54° 46′ 5″ N, 8° 42′ 41″ O)            | Alte Schule                           | Alte Schule; 19. Jh.; eingeschossiger Backsteinbau über winkligem Grundriss, jüngerer Schulteil giebelständig unter schiefergedecktem Satteldach mit Giebelbekrönung und Segmentbogenfenster, älterer Wohnteil traufständig unter Reetdach mit nördlichem kleinen Stallanbau - Begründung: geschichtlich, Kulturlandschaft prägend - Schutzumfang: gesamtes Objekt - Denkmaltyp: Bauliche Anlage | BW                               |

## Quelle
- Liste der Kulturdenkmale in Schleswig-Holstein – Kreis Nordfriesland (PDF)

- Karte mit allen Koordinaten:
- OSM |
- WikiMap